# Floribama Shore

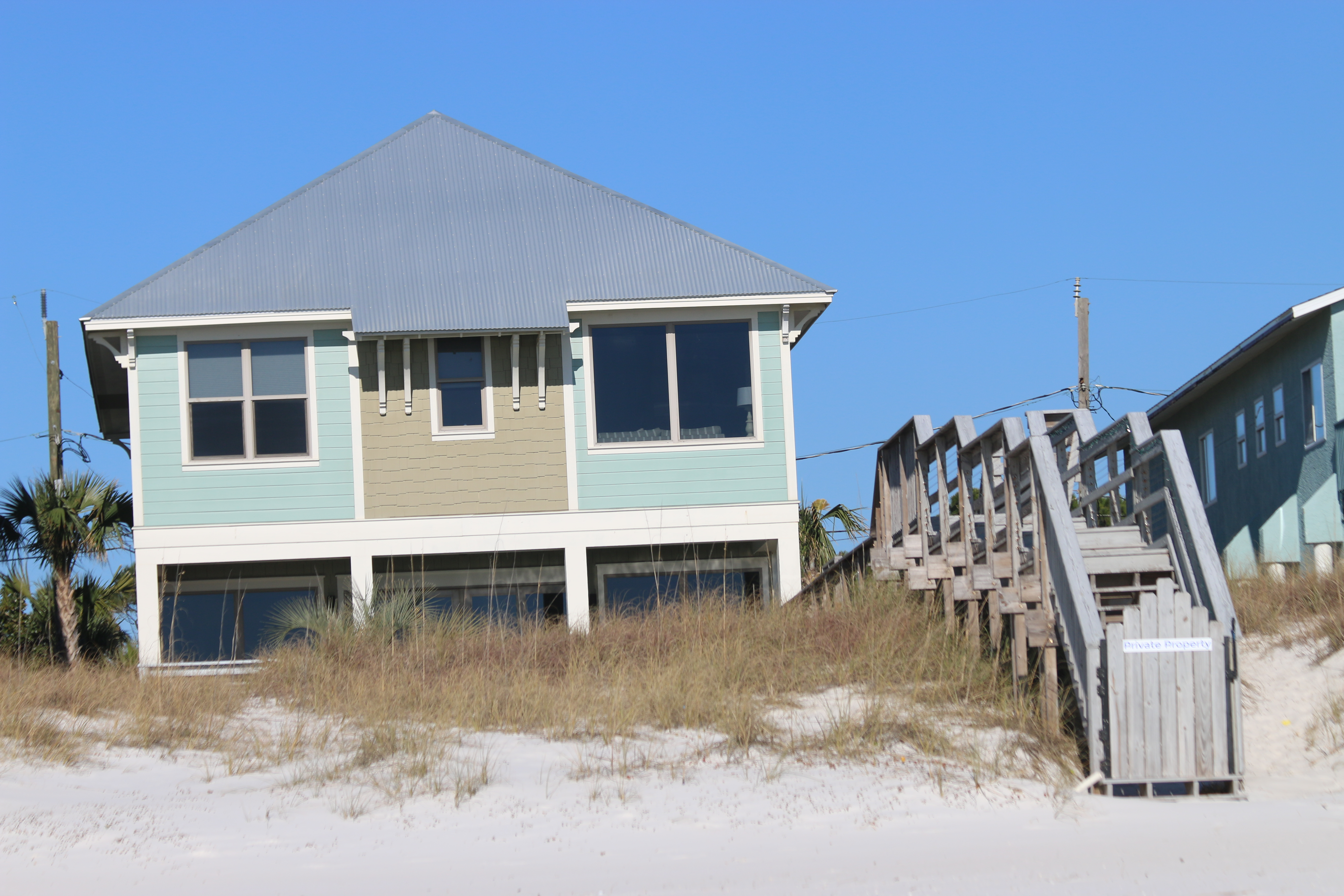
La casa utilizada para Floribama Shore en la Ciudad de Panamá, Florida.

Floribama Shore es una programa de telerrelidad estadounidense que se estrenó en MTV el 27 de noviembre de 2017. Es un sucesor de Jersey Shore. La ubicación del espectáculo se establecía en el Mango de Florida a lo largo de la costa que se extiende hasta Alabama. El programa documenta a ocho adultos jóvenes que viven juntos durante el verano en la costa del Golfo en Panama City Beach. Durante su tiempo, están filmando festejando, trabajando, viviendo en un nuevo ambiente y relacionándose. En agosto de 2022, se informó que la cadena había archivado indefinidamente el programa.

## Temporadas
| Año     | Temporadas  | Ubicación                                                      | N.º de Episodios |
| ------- | ----------- | -------------------------------------------------------------- | ---------------- |
| 2017–18 | Temporada 1 | Panama City Beach, Florida                                     | 8                |
| 2018–19 | Temporada 2 | Panama City Beach, Florida                                     | 26               |
| 2019–20 | Temporada 3 | St. Pete Beach, Florida                                        | 16               |
| 2021    | Temporada 4 | Missoula, Montana, Lake Havasu City, Arizona & Athens, Georgia | 25               |

### Temporada 1 (2017-2018)
La primera temporada de Floribama Shore, fue grabada en Mango de Florida, Florida, Se estrenó el 27 de noviembre de 2017. Presenta a Aimee Hall, Candace Rice, Codi Butts, Gus Smyrnios, Jeremiah Buoni, Kirk Medas, Kortni Gilson y Nilsa Prowant.

### Temporada 2 (2018-19)
El 8 de enero de 2018, MTV renovó la serie para una segunda temporada, que se estrenó el 9 de julio de 2018. Durante el rodaje, Aimee Hall fue arrestada tras golpear en el rostro a una mujer en un bar.

### Temporada 3 (2019-2020)
El 11 de junio de 2019, la serie se renovó por una tercera temporada, que se estrenó el 14 de noviembre de 2019. El lugar de filmación fue St. Pete Beach en el Condado de Pinellas, Florida, esto luego de lo sucedido con Aimee Hall la temporada anterior. Incluye a la nueva miembro del reparto Mattie Lynn Breaux, quien fue parte de Party Down South, Lynn no fue acreditada como miembro principal a lo largo de la temporada a pesar de haber entrado como el reemplazo de Kortni luego de que esta última dejara la casa por problemas de salud, y posteriormente el programa. Nilsa Prowant fue arrestada durante el rodaje luego de desnudarse en público, durante el arresto agredió a un policía y rompió la ventanilla del taxi. Kirk Meds también fue arrestado.

### Temporada 4 (2021)
La cuarta temporada, a pesar de no haber sido anunciada por MTV, estaba siendo filmada, pero la producción se detuvo durante dos semanas debido a que un miembro del equipo de producción dio positivo por COVID-19.  El 26 de enero de 2021 MTV anunció la nueva temporada, esta no incluye a Kortni Gilson y Mattie Lynn Breaux. Fue grabada en Missoula, Montana y Lake Havasu City, Arizona y se estrenó el  25 de febrero de 2021. La segunda parte de la cuarta temporada fue anunciada por MTV el 19 de agosto de 2021, y se estrenará el 16 de septiembre de ese año. Fue filmado en diciembre de 2020, como resultado de que durante la temporada anterior un miembro del equipo de la producción fuese positivo para COVID-19, por lo tanto fue suspendida la filmación siendo los miembros del reparto enviados a casa durante dos semanas. Los hechos se mostraron en el episodio sesenta y tres "Expuesto".

## Reparto
| Nombre             | Edad              | Procedencia       | Temp.             | Episodios         |
| Reparto principal  | Reparto principal | Reparto principal | Reparto principal | Reparto principal |
| ------------------ | ----------------- | ----------------- | ----------------- | ----------------- |
| Aimee Hall         | 24                | Alabama           | 1–4               | 67                |
| Candace Rice       | 24                | Tennessee         | 1–4               | 66                |
| Codi Butts         | 25                | Carolina del Sur  | 1–4               | 67                |
| Gus Smyrnios       | 22                | Florida           | 1–4               | 67                |
| Jeremiah Buoni     | 22                | Florida           | 1–4               | 66                |
| Kortni Gilson      | 21                | Florida           | 1–3               | 41                |
| Kirk Medas         | 25                | Georgia           | 1–4               | 67                |
| Nilsa Prowant      | 23                | Florida           | 1–4               | 67                |
| Reparto recurrente |                   |                   |                   |                   |
| Mattie Breaux      | 29                | Luisiana          | 3                 | 9                 |

1. ↑  Edad al momento de aparecer por primera vez en el programa.

### Duración del reparto
| Actuales miembros del reparto | Actuales miembros del reparto | Actuales miembros del reparto | Actuales miembros del reparto | Actuales miembros del reparto | Actuales miembros del reparto | Actuales miembros del reparto | Actuales miembros del reparto | Actuales miembros del reparto | Actuales miembros del reparto | Actuales miembros del reparto | Actuales miembros del reparto | Actuales miembros del reparto | Actuales miembros del reparto | Actuales miembros del reparto | Actuales miembros del reparto | Actuales miembros del reparto | Actuales miembros del reparto | Actuales miembros del reparto | Actuales miembros del reparto | Actuales miembros del reparto | Actuales miembros del reparto | Actuales miembros del reparto | Actuales miembros del reparto | Actuales miembros del reparto | Actuales miembros del reparto | Actuales miembros del reparto | Actuales miembros del reparto | Actuales miembros del reparto | Actuales miembros del reparto | Actuales miembros del reparto | Actuales miembros del reparto | Actuales miembros del reparto | Actuales miembros del reparto | Actuales miembros del reparto | Actuales miembros del reparto | Actuales miembros del reparto | Actuales miembros del reparto | Actuales miembros del reparto | Actuales miembros del reparto | Actuales miembros del reparto | Actuales miembros del reparto | Actuales miembros del reparto | Actuales miembros del reparto | Actuales miembros del reparto | Actuales miembros del reparto | Actuales miembros del reparto | Actuales miembros del reparto | Actuales miembros del reparto | Actuales miembros del reparto | Actuales miembros del reparto | Actuales miembros del reparto | Actuales miembros del reparto | Actuales miembros del reparto | Actuales miembros del reparto | Actuales miembros del reparto | Actuales miembros del reparto | Actuales miembros del reparto | Actuales miembros del reparto | Actuales miembros del reparto | Actuales miembros del reparto | Actuales miembros del reparto | Actuales miembros del reparto | Actuales miembros del reparto | Actuales miembros del reparto | Actuales miembros del reparto | Actuales miembros del reparto | Actuales miembros del reparto | Actuales miembros del reparto | Actuales miembros del reparto | Actuales miembros del reparto | Actuales miembros del reparto | Actuales miembros del reparto | Actuales miembros del reparto |                               |                               |                               |
| Nombre                        | Temporada 1                   | Temporada 1                   | Temporada 1                   | Temporada 1                   | Temporada 1                   | Temporada 1                   | Temporada 1                   | Temporada 1                   | Temporada 2                   | Temporada 2                   | Temporada 2                   | Temporada 2                   | Temporada 2                   | Temporada 2                   | Temporada 2                   | Temporada 2                   | Temporada 2                   | Temporada 2                   | Temporada 2                   | Temporada 2                   | Temporada 2                   | Temporada 2                   | Temporada 2                   | Temporada 2                   | Temporada 2                   | Temporada 2                   | Temporada 2                   | Temporada 2                   | Temporada 2                   | Temporada 2                   | Temporada 2                   | Temporada 2                   | Temporada 2                   | Temporada 2                   | Temporada 3                   | Temporada 3                   | Temporada 3                   | Temporada 3                   | Temporada 3                   | Temporada 3                   | Temporada 3                   | Temporada 3                   | Temporada 3                   | Temporada 3                   | Temporada 3                   | Temporada 3                   | Temporada 3                   | Temporada 3                   | Temporada 3                   | Temporada 3                   | Temporada 4                   | Temporada 4                   | Temporada 4                   | Temporada 4                   | Temporada 4                   | Temporada 4                   | Temporada 4                   | Temporada 4                   | Temporada 4                   | Temporada 4                   | Temporada 4                   | Temporada 4                   | Temporada 4                   | Temporada 4                   | Temporada 4                   | Temporada 4                   | Temporada 4                   | Temporada 4                   | Temporada 4                   | Temporada 4                   | Temporada 4                   | Temporada 4                   | Temporada 4                   |                               |                               |                               |
| Nombre                        | 1                             | 2                             | 3                             | 4                             | 5                             | 6                             | 7                             | 8                             | 1                             | 2                             | 3                             | 4                             | 5                             | 6                             | 7                             | 8                             | 9                             | 10                            | 11                            | 12                            | 13                            | 14                            | 15                            | 16                            | 17                            | 18                            | 19                            | 20                            | 21                            | 22                            | 23                            | 24                            | 25                            | 26                            | 1                             | 2                             | 3                             | 4                             | 5                             | 6                             | 7                             | 8                             | 9                             | 10                            | 11                            | 12                            | 13                            | 14                            | 15                            | 16                            | 1                             | 2                             | 3                             | 4                             | 5                             | 6                             | 7                             | 8                             | 9                             | 10                            | 11                            | 12                            | 13                            | 14                            | 15                            | 16                            | 17                            | 18                            | 19                            | 20                            | 21                            | 22                            | 23                            |                               |                               |                               |
| Aimee                         |                               |                               |                               |                               |                               |                               |                               |                               |                               |                               |                               |                               |                               |                               |                               |                               |                               |                               |                               |                               |                               |                               |                               |                               |                               |                               |                               |                               |                               |                               |                               |                               |                               |                               |                               |                               |                               |                               |                               |                               |                               |                               |                               |                               |                               |                               |                               |                               |                               |                               |                               |                               |                               |                               |                               |                               |                               |                               |                               |                               |                               |                               |                               |                               |                               |                               |                               |                               |                               |                               |                               |                               |                               |                               |                               |                               |
| Candace                       |                               |                               |                               |                               |                               |                               |                               |                               |                               |                               |                               |                               |                               |                               |                               |                               |                               |                               |                               |                               |                               |                               |                               |                               |                               |                               |                               |                               |                               |                               |                               |                               |                               |                               |                               |                               |                               |                               |                               |                               |                               |                               |                               |                               |                               |                               |                               |                               |                               |                               |                               |                               |                               |                               |                               |                               |                               |                               |                               |                               |                               |                               |                               |                               |                               |                               |                               |                               |                               |                               |                               |                               |                               |                               |                               |                               |
| Codi                          |                               |                               |                               |                               |                               |                               |                               |                               |                               |                               |                               |                               |                               |                               |                               |                               |                               |                               |                               |                               |                               |                               |                               |                               |                               |                               |                               |                               |                               |                               |                               |                               |                               |                               |                               |                               |                               |                               |                               |                               |                               |                               |                               |                               |                               |                               |                               |                               |                               |                               |                               |                               |                               |                               |                               |                               |                               |                               |                               |                               |                               |                               |                               |                               |                               |                               |                               |                               |                               |                               |                               |                               |                               |                               |                               |                               |
| Gus                           |                               |                               |                               |                               |                               |                               |                               |                               |                               |                               |                               |                               |                               |                               |                               |                               |                               |                               |                               |                               |                               |                               |                               |                               |                               |                               |                               |                               |                               |                               |                               |                               |                               |                               |                               |                               |                               |                               |                               |                               |                               |                               |                               |                               |                               |                               |                               |                               |                               |                               |                               |                               |                               |                               |                               |                               |                               |                               |                               |                               |                               |                               |                               |                               |                               |                               |                               |                               |                               |                               |                               |                               |                               |                               |                               |                               |
| Jeremiah                      |                               |                               |                               |                               |                               |                               |                               |                               |                               |                               |                               |                               |                               |                               |                               |                               |                               |                               |                               |                               |                               |                               |                               |                               |                               |                               |                               |                               |                               |                               |                               |                               |                               |                               |                               |                               |                               |                               |                               |                               |                               |                               |                               |                               |                               |                               |                               |                               |                               |                               |                               |                               |                               |                               |                               |                               |                               |                               |                               |                               |                               |                               |                               |                               |                               |                               |                               |                               |                               |                               |                               |                               |                               |                               |                               |                               |
| Kirk                          |                               |                               |                               |                               |                               |                               |                               |                               |                               |                               |                               |                               |                               |                               |                               |                               |                               |                               |                               |                               |                               |                               |                               |                               |                               |                               |                               |                               |                               |                               |                               |                               |                               |                               |                               |                               |                               |                               |                               |                               |                               |                               |                               |                               |                               |                               |                               |                               |                               |                               |                               |                               |                               |                               |                               |                               |                               |                               |                               |                               |                               |                               |                               |                               |                               |                               |                               |                               |                               |                               |                               |                               |                               |                               |                               |                               |
| Nilsa                         |                               |                               |                               |                               |                               |                               |                               |                               |                               |                               |                               |                               |                               |                               |                               |                               |                               |                               |                               |                               |                               |                               |                               |                               |                               |                               |                               |                               |                               |                               |                               |                               |                               |                               |                               |                               |                               |                               |                               |                               |                               |                               |                               |                               |                               |                               |                               |                               |                               |                               |                               |                               |                               |                               |                               |                               |                               |                               |                               |                               |                               |                               |                               |                               |                               |                               |                               |                               |                               |                               |                               |                               |                               |                               |                               |                               |
| Antiguos miembros del reparto | Antiguos miembros del reparto | Antiguos miembros del reparto | Antiguos miembros del reparto | Antiguos miembros del reparto | Antiguos miembros del reparto | Antiguos miembros del reparto | Antiguos miembros del reparto | Antiguos miembros del reparto | Antiguos miembros del reparto | Antiguos miembros del reparto | Antiguos miembros del reparto | Antiguos miembros del reparto | Antiguos miembros del reparto | Antiguos miembros del reparto | Antiguos miembros del reparto | Antiguos miembros del reparto | Antiguos miembros del reparto | Antiguos miembros del reparto | Antiguos miembros del reparto | Antiguos miembros del reparto | Antiguos miembros del reparto | Antiguos miembros del reparto | Antiguos miembros del reparto | Antiguos miembros del reparto | Antiguos miembros del reparto | Antiguos miembros del reparto | Antiguos miembros del reparto | Antiguos miembros del reparto | Antiguos miembros del reparto | Antiguos miembros del reparto | Antiguos miembros del reparto | Antiguos miembros del reparto | Antiguos miembros del reparto | Antiguos miembros del reparto | Antiguos miembros del reparto | Antiguos miembros del reparto | Antiguos miembros del reparto | Antiguos miembros del reparto | Antiguos miembros del reparto | Antiguos miembros del reparto | Antiguos miembros del reparto | Antiguos miembros del reparto | Antiguos miembros del reparto | Antiguos miembros del reparto | Antiguos miembros del reparto | Antiguos miembros del reparto | Antiguos miembros del reparto | Antiguos miembros del reparto | Antiguos miembros del reparto | Antiguos miembros del reparto | Antiguos miembros del reparto | Antiguos miembros del reparto | Antiguos miembros del reparto | Antiguos miembros del reparto | Antiguos miembros del reparto | Antiguos miembros del reparto | Antiguos miembros del reparto | Antiguos miembros del reparto | Antiguos miembros del reparto | Antiguos miembros del reparto | Antiguos miembros del reparto | Antiguos miembros del reparto | Antiguos miembros del reparto | Antiguos miembros del reparto | Antiguos miembros del reparto | Antiguos miembros del reparto | Antiguos miembros del reparto | Antiguos miembros del reparto | Antiguos miembros del reparto | Antiguos miembros del reparto | Antiguos miembros del reparto | Antiguos miembros del reparto | Antiguos miembros del reparto | Antiguos miembros del reparto | Antiguos miembros del reparto | Antiguos miembros del reparto |
| Nombre                        | Temporada 1                   | Temporada 1                   | Temporada 1                   | Temporada 1                   | Temporada 1                   | Temporada 1                   | Temporada 1                   | Temporada 1                   | Temporada 2                   | Temporada 2                   | Temporada 2                   | Temporada 2                   | Temporada 2                   | Temporada 2                   | Temporada 2                   | Temporada 2                   | Temporada 2                   | Temporada 2                   | Temporada 2                   | Temporada 2                   | Temporada 2                   | Temporada 2                   | Temporada 2                   | Temporada 2                   | Temporada 2                   | Temporada 2                   | Temporada 2                   | Temporada 2                   | Temporada 2                   | Temporada 2                   | Temporada 2                   | Temporada 2                   | Temporada 2                   | Temporada 2                   | Temporada 3                   | Temporada 3                   | Temporada 3                   | Temporada 3                   | Temporada 3                   | Temporada 3                   | Temporada 3                   | Temporada 3                   | Temporada 3                   | Temporada 3                   | Temporada 3                   | Temporada 3                   | Temporada 3                   | Temporada 3                   | Temporada 3                   | Temporada 3                   | Temporada 4                   | Temporada 4                   | Temporada 4                   | Temporada 4                   | Temporada 4                   | Temporada 4                   | Temporada 4                   | Temporada 4                   | Temporada 4                   | Temporada 4                   | Temporada 4                   | Temporada 4                   | Temporada 4                   | Temporada 4                   | Temporada 4                   | Temporada 4                   | Temporada 4                   | Temporada 4                   | Temporada 4                   | Temporada 4                   | Temporada 4                   | Temporada 4                   | Temporada 4                   |                               |                               |                               |
| Nombre                        | 1                             | 2                             | 3                             | 4                             | 5                             | 6                             | 7                             | 8                             | 1                             | 2                             | 3                             | 4                             | 5                             | 6                             | 7                             | 8                             | 9                             | 10                            | 11                            | 12                            | 13                            | 14                            | 15                            | 16                            | 17                            | 18                            | 19                            | 20                            | 21                            | 22                            | 23                            | 24                            | 25                            | 26                            | 1                             | 2                             | 3                             | 4                             | 5                             | 6                             | 7                             | 8                             | 9                             | 10                            | 11                            | 12                            | 13                            | 14                            | 15                            | 16                            | 1                             | 2                             | 3                             | 4                             | 5                             | 6                             | 7                             | 8                             | 9                             | 10                            | 11                            | 12                            | 13                            | 14                            | 15                            | 16                            | 17                            | 18                            | 19                            | 20                            | 21                            | 22                            | 23                            |                               |                               |                               |
| Kortni                        |                               |                               |                               |                               |                               |                               |                               |                               |                               |                               |                               |                               |                               |                               |                               |                               |                               |                               |                               |                               |                               |                               |                               |                               |                               |                               |                               |                               |                               |                               |                               |                               |                               |                               |                               |                               |                               |                               |                               |                               |                               |                               |                               |                               |                               |                               |                               |                               |                               |                               |                               |                               |                               |                               |                               |                               |                               |                               |                               |                               |                               |                               |                               |                               |                               |                               |                               |                               |                               |                               |                               |                               |                               |                               |                               |                               |
| Mattie                        |                               |                               |                               |                               |                               |                               |                               |                               |                               |                               |                               |                               |                               |                               |                               |                               |                               |                               |                               |                               |                               |                               |                               |                               |                               |                               |                               |                               |                               |                               |                               |                               |                               |                               |                               |                               |                               |                               |                               |                               |                               |                               |                               |                               |                               |                               |                               |                               |                               |                               |                               |                               |                               |                               |                               |                               |                               |                               |                               |                               |                               |                               |                               |                               |                               |                               |                               |                               |                               |                               |                               |                               |                               |                               |                               |                               |
| ----------------------------- | ----------------------------- | ----------------------------- | ----------------------------- | ----------------------------- | ----------------------------- | ----------------------------- | ----------------------------- | ----------------------------- | ----------------------------- | ----------------------------- | ----------------------------- | ----------------------------- | ----------------------------- | ----------------------------- | ----------------------------- | ----------------------------- | ----------------------------- | ----------------------------- | ----------------------------- | ----------------------------- | ----------------------------- | ----------------------------- | ----------------------------- | ----------------------------- | ----------------------------- | ----------------------------- | ----------------------------- | ----------------------------- | ----------------------------- | ----------------------------- | ----------------------------- | ----------------------------- | ----------------------------- | ----------------------------- | ----------------------------- | ----------------------------- | ----------------------------- | ----------------------------- | ----------------------------- | ----------------------------- | ----------------------------- | ----------------------------- | ----------------------------- | ----------------------------- | ----------------------------- | ----------------------------- | ----------------------------- | ----------------------------- | ----------------------------- | ----------------------------- | ----------------------------- | ----------------------------- | ----------------------------- | ----------------------------- | ----------------------------- | ----------------------------- | ----------------------------- | ----------------------------- | ----------------------------- | ----------------------------- | ----------------------------- | ----------------------------- | ----------------------------- | ----------------------------- | ----------------------------- | ----------------------------- | ----------------------------- | ----------------------------- | ----------------------------- | ----------------------------- | ----------------------------- | ----------------------------- | ----------------------------- | ----------------------------- | ----------------------------- | ----------------------------- |

Notas
| = "Miembro del reparto" ingresa al reality. = "Miembro del reparto" abandona el reality. = "Miembro del reparto" aparece en este episodio. = "Miembro del reparto" abandona y regresa a la casa en el mismo episodio = "Miembro del reparto" abandona la casa. | = "Miembro del reparto" regresa a la casa. = "Miembro del reparto" aparece en este episodio, pero fuera de la casa. = "Miembro del reparto" no aparece en este episodio. = "Miembro del reparto" no es miembro del reparto en este episodio. |

#### Otras Apariciones
Los miembros del reparto han participado en otros programas de competencia:
- The Challenge

| Participante      | Temporadas                              | Temporadas ganadas | Dinero ganado |
| ----------------- | --------------------------------------- | ------------------ | ------------- |
| Gus Smyrnios      | La Guerra de los Mundos                 | Ninguno            | $0            |
| Mattie Lyn Breaux | La Guerra de los Mundos, Demencia Total | Ninguno            | $0            |

- Negrita: El participante llegó a la final esa temporada

Además Nilsa, Jeremiah, Aimee y Kirk compitieron en un episodio especial de Celebrity Fear Factor contra Deena Cortese, Snooki, Pauly D y Ronnie Ortiz-Magro de Jersey Shore: Family Vacation. Aimee y Nilsa aparecieron en la primera temporada de How Far Is Tattoo Far? mientras que Codi y Kirk aparecieron en la segunda temporada. Mattie Lynn Breaux fue miembro del elenco de Party Down South de CMT del 2014 al 2016.

## Episodios
| Temporada | Temporada | Episodios | Episodios | Transmisión              | Transmisión            | Rating  |
| Temporada | Temporada | Episodios | Episodios | Inicio                   | Final                  | Rating  |
| --------- | --------- | --------- | --------- | ------------------------ | ---------------------- | ------- |
|           | 1         | 8         | 8         | 27 de noviembre de 2017  | 8 de enero de 2018     | 730.000 |
|           | 2         | 26        | 26        | 9 de julio de 2018       | 7 de febrero de 2019   | 680.769 |
|           | 3         | 16        | 16        | 14 de noviembre de 2019  | 20 de febrero de 2020  | 620.000 |
|           | 4         | 25        | 13        | 25 de febrero de 2021    | 27 de febrero de 2021  | 411.600 |
|           | 4         | 25        | 12        | 16 de septiembre de 2021 | 9 de diciembre de 2021 | 411.600 |

### Temporada 1 (2017-2018)
| N.º (total) | N.º (temp.) | Título                                        | Estreno original        | Audiencia |
| --- | ----------- | --------------------------------------------- | ----------------------- | --------- |
| 1 | 1           | «Comer, Orar, Fiesta!»                        | 27 de noviembre de 2017 | 840.000   |
| Ocho personas desconocidas entre sí excepto Nilsa y Kortni que son mejores amigas, se mudan a una casa de verano en Panama City Beach listos para soltarse, dejarse llevar y disfrutar del verano; Gus se siente atraído por Nilsa, y ella al principio también pero después cambia de opinión al ver como Gus la trata tras tener una cita; Jeremiah está intrigado con la locura de Kortni y los dos tienen una cita pero solo para conocerse mejor y ser amigos. |             |                                               |                         |           |
| 2 | 2           | «Plunger Envy»                                | 27 de noviembre de 2017 | 790.000   |
| Nilsa intenta conquistar a Jeremiah, pero él no está interesado; Gus todavía está buscando una relación con otra persona al darse cuenta de que Nilsa no es la chica indicada; Codi y Nilsa tienen una tensa discusión por Jeremiah porque sale con una chica llamada Kyla Jo, y Aimee muestra su verdadero lado sureño al tratar de defender a Nilsa de Codi. |             |                                               |                         |           |
| 3 | 3           | «Dollar Draft Beer People»                    | 4 de diciembre de 2017  | 780.000   |
| Kirk muestra su verdadero yo; Aimee les da a todos en la casa una experiencia incómoda, y se desata una pelea sobre la actitud de Nilsa. |             |                                               |                         |           |
| 4 | 4           | «Hogar dulce, Hogar para mí»                  | 11 de diciembre de 2017 | 810.000   |
| Las secuelas de la pelea parecen haber acercado a todos, hasta que el drama continúa entre Nilsa y Jeremiah; Kortni presenta a todos en la casa su vida hogareña, y Gus se esfuerza por sí mismo. |             |                                               |                         |           |
| 5 | 5           | «Te quiero como a un hermano»                 | 18 de diciembre de 2017 | 710.000   |
| El hermano de Jeremiah viene de visita y despierta el interés de Nilsa; Candace quiere una relación duradera durante el verano, y el ego de Aimee recibe un golpe después de que Codi y Kirk revelan cómo se sienten realmente por ella. |             |                                               |                         |           |
| 6 | 6           | «Princesa, Diosa, Sirena»                     | 25 de diciembre de 2017 | 550.000   |
| Todos preparan un Día de Apreciación a Aimee; Nilsa se enamora de Josh; Codi continúa causando drama en la casa, y Gus y Jeremiah hacen una apuesta sobre quien conquista a la amiga de Nilsa, Katrina. |             |                                               |                         |           |
| 7 | 7           | «Palabras de Borrachos; pensamientos sobrios» | 1 de enero de 2018      | 580.000   |
| Codi decide marcharse de la casa tras enterarse de la muerte de su abuelo y regresa a Westminster, Carolina del Sur, mientras que el hermano de Jeremiah, Josh, regresa y rompe el corazón de Nilsa después de creer que ella aún ama a su ex, y Aimee y Kirk tienen una acalorada discusión con Aimee usando la fuerza. |             |                                               |                         |           |
| 8 | 8           | «Acurrucados en el charco»                    | 8 de enero de 2018      | 780.000   |
| Todos en la casa invitan a sus padres a pasar el rato; Aimee y Kirk finalmente logran arreglar las cosas entre sí. Codi vuelve a la casa y recibe una cálida bienvenida especialmente de Aimee y Nilsa, y el verano ha terminado, lo que significa que todos deben regresar a sus respectivas vidas y hogares. |             |                                               |                         |           |

### Temporada 2 (2018-2019)
| N.º (total) | N.º (temp.) | Título                                      | Estreno original         | Audiencia (en millones) |
| ----------- | ----------- | ------------------------------------------- | ------------------------ | ----------------------- |
| 9           | 1           | «Playa Psicópata»                           | 9 de julio de 2018       | 980.000                 |
| 10          | 2           | «Sucio pero vale la pena»                   | 16 de julio de 2018      | 790.000                 |
| 11          | 3           | «¿Para Hunch o para no Hunch?»              | 23 de julio de 2018      | 850.000                 |
| 12          | 4           | «Vamos de nuevo»                            | 30 de julio de 2018      | 840.000                 |
| 13          | 5           | «Más que un Boo Thang»                      | 6 de agosto de 2018      | 690.000                 |
| 14          | 6           | «Cinta de sexo, mentiras y precaución»      | 13 de agosto de 2018     | 640.000                 |
| 15          | 7           | «Azules de Boo-Thang»                       | 13 de agosto de 2018     | 590.000                 |
| 16          | 8           | «La débil línea azul»                       | 27 de agosto de 2018     | 720.000                 |
| 17          | 9           | «No hay C en la enfermedad»                 | 3 de septiembre de 2018  | 560.000                 |
| 18          | 10          | «Kook-A-Pooped»                             | 10 de septiembre de 2018 | 570.000                 |
| 19          | 11          | «Chica, Adiós»                              | 17 de septiembre de 2018 | 580.000                 |
| 20          | 12          | «Una delgada línea entre Corazonada y Odio» | 24 de septiembre de 2018 | 600.000                 |
| 21          | 13          | «Desprecio en el pantano»                   | 1 de octubre de 2018     | 520.000                 |
| 22          | 14          | «Reservaciones para ocho»                   | 8 de octubre de 2018     | 560.000                 |
| 23          | 15          | «Payaso Impubescente»                       | 29 de noviembre de 2018  | 730.000                 |
| 24          | 16          | «Chica Código Rojo»                         | 29 de noviembre de 2018  | 570.000                 |
| 25          | 17          | «Hunch Punch»                               | 6 de diciembre de 2018   | 690.000                 |
| 26          | 18          | «Todo un Lotta Yikes»                       | 13 de diciembre de 2018  | 660.000                 |
| 27          | 19          | «Comencemos con el taco»                    | 20 de diciembre de 2018  | 660.000                 |
| 28          | 20          | «Demasiado tarde para pedir disculpas»      | 27 de diciembre de 2018  | 740.000                 |
| 29          | 21          | «No es nada físico»                         | 3 de enero de 2019       | 790.000                 |
| 30          | 22          | «Conoce a los culos»                        | 10 de enero de 2019      | 720.000                 |
| 31          | 23          | «Me tuviste en la cerveza»                  | 17 de enero de 2019      | 670.000                 |
| 32          | 24          | «De interés periodístico»                   | 24 de enero de 2019      | 630.000                 |
| 33          | 25          | «Mi error favorito»                         | 31 de enero de 2019      | 740.000                 |
| 34          | 26          | «¿Joroba o Punch?»                          | 7 de febrero de 2019     | 610.000                 |

### Temporada 3 (2019-2020)
| N.º en serie | N.º en temp. | Título                          | Fecha de emisión original | Audiencia (millones) |
| ------------ | ------------ | ------------------------------- | ------------------------- | -------------------- |
| 35           | 1            | «Thots y oraciones»             | 14 de noviembre de 2019   | 520.000              |
| 36           | 2            | «De loca a graduada»            | 14 de noviembre de 2019   | 490.000              |
| 37           | 3            | «Es mi cumpleaños»              | 21 de noviembre de 2019   | 540.000              |
| 38           | 4            | «Solo pasar un buen rato»       | 21 de noviembre de 2019   | 510.000              |
| 39           | 5            | «El viejo Gussy está de vuelta» | 5 de diciembre de 2019    | 650.000              |
| 40           | 6            | «Sentidos de cerdo»             | 12 de diciembre de 2019   | 550.000              |
| 41           | 7            | «Rompió»                        | 19 de diciembre de 2019   | 650.000              |
| 42           | 8            | «Orgullo de Floribama»          | 26 de diciembre de 2019   | 550.000              |
| 43           | 9            | «Comprueba, por favor»          | 2 de enero de 2020        | 760.000              |
| 44           | 10           | «¡Veamos algunas colillas!»     | 9 de enero de 2020        | 740.000              |
| 45           | 11           | «Regreso del Kookapoo»          | 16 de enero de 2020       | 700.000              |
| 46           | 12           | «Libera el Chi Chi»             | 23 de enero de 2020       | 640.000              |
| 47           | 13           | «No hay pizza en la cárcel»     | 30 de enero de 2020       | 660.000              |
| 48           | 14           | «Mal día en la playa»           | 6 de febrero de 2020      | 660.000              |
| 49           | 15           | «Todo esto sobre una flor»      | 13 de febrero de 2020     | 730.000              |
| 50           | 16           | «Ta Ta's Up»                    | 20 de febrero de 2020     | 570.000              |

### Temporada 4 (2021)
| Parte 1 |    |                                           |                          |         |
| 51 | 1  | «Montanabama Shore»                       | 25 de febrero de 2021    | 550.000 |
| Como las vacaciones en la playa se ven afectadas por el COVID-19, el equipo de Floribama se dirige a las montañas nevadas de Montana. |    |                                           |                          |         |
| 52 | 2  | «Vomitar Y Seguir Revisitado»             | 04 de marzo de 2021      | 510.000 |
| Los amigos se reencuentran en Montana con su propia versión alcohólica de los Juegos Olímpicos, pero el anuncio de embarazo de Nilsa deja pasmado a Gus. |    |                                           |                          |         |
| 53 | 3  | «En Hielo Delgado»                        | 11 de marzo de 2021      | 480.000 |
| Gus confronta a Nilsa por acusaciones de infidelidad en el pasado. Codi y Candace le cuentan a sus padres que se van a casar. Un evento climático deja varados a los sureños en un ambiente desconocido. |    |                                           |                          |         |
| 54 | 4  | «Oye, ¿dónde está mi secador de cabello?» | 18 de marzo de 2021      | 420.000 |
| Gus se siente excluido luego de que sus compañeros se ponen del lado de Jeremiah después de su altercado. |    |                                           |                          |         |
| 55 | 5  | «Huida por la puerta»                     | 25 de marzo de 2021      | 570.000 |
| Después de su discusión con Candace, Gus se escapa de la casa y los compañeros de cuarto se unen para buscarlo y llevarlo a casa sano y salvo. |    |                                           |                          |         |
| 56 | 6  | «Todo Excelente»                          | 25 de marzo de 2021      | 590.000 |
| Mientras Gus se pone en cuarentena, Jeremiah y Codi hacen una apuesta con Aimee y Kirk. Bethaney, la amiga de la infancia de Candace, viene de visita y los compañeros de piso disfrutan de un ambiente diferente en la casa. |    |                                           |                          |         |
| 57 | 7  | «El Pasado»                               | 01 de abril de 2021      | 530.000 |
| Candace y Bethany le hacen una broma a Codi, y Gus aclara el ambiente con sus compañeros de cuarto, pero luego se frustra por los lazos inesperados que se formaron durante su ausencia. |    |                                           |                          |         |
| 58 | 8  | «Club Basement»                           | 08 de abril de 2021      | 580.000 |
| Los chicos quedan impresionados cuando las damas sirven un manjar especial de las Montañas Rocosas que nadie olvidará jamás. La prima de Aimee viene de visita, lo que despierta la atención de Jeremiah y Gus. Los compañeros de cuarto se divierten en el lugar más popular de la ciudad... Club Basement.                                                                                              |    |                                           |                          |         |
| 59 | 9  | «Todo un Caballero»                       | 15 de abril de 2021      | 510.000 |
| El Club Sótano se va relajando y Ally hace una jugada con uno de los chicos. Codi enlista a sus amigos para recrear un momento de su historia familiar. |    |                                           |                          |         |
| 60 | 10 | «Terapia de animales»                     | 22 de abril de 2021      | 550.000 |
| A estos compañeros de cuarto les cuesta arreglar sus relaciones luego del estallido de Codi. El embarazo de Nilsa pasa un punto importante. |    |                                           |                          |         |
| 61 | 11 | «Calor en Havasu»                         | 29 de abril de 2021      | 440.000 |
| Los chicos llegan al lago Havasu, en Arizona, atraídos por el clima cálido y el bar de la piscina que tienen a su disposición. |    |                                           |                          |         |
| 62 | 12 | «La Cura de la resaca de Butts & Hall»    | 06 de mayo de 2021       | 450.000 |
| Gus finalmente está listo para dejar el pasado atrás, y todos disfrutan de un descanso del drama. |    |                                           |                          |         |
| 63 | 13 | «Expuesto»                                | 13 de mayo de 2021       | 450.000 |
| La llegada de Josh y Lenns amenaza con poner las cosas patas arriba en Lake Havasu. Y efectivamente, cuando Jeremiah los lleva a un lado para una charla privada, los sentimientos de celos de Gus se activan. |    |                                           |                          |         |
| — | —  | «Reunión Parte 1»                         | 20 de mayo de 2021       | —       |
| Las cosas se fueron al sur cuando la tripulación de la costa de Floribama se dirigió al norte a Montana. Todo el infierno se desató esta temporada en Big Sky y la tripulación se está reuniendo para analizarlo todo, desde el embarazo sorpresa de Nilsa hasta el atrevido escape de Gus en nada más que una espalda correa. Además, tenemos un invitado especial para ayudar a que comience la fiesta. |    |                                           |                          |         |
| — | —  | «Reunión Parte 2»                         | 27 de mayo de 2021       | 410.000 |
| Parte 2 |    |                                           |                          |         |
| 64 | 14 | «Bienvenidos A “The Peach House”»         | 16 de septiembre de 2021 | 360.000 |
| La aventura de Aimee y Codi comienza antes de salir de Perdido. Kirk y Nilsa llevan la fiesta y el perro. |    |                                           |                          |         |
| 65 | 15 | «Desafiando los límites»                  | 23 de septiembre de 2021 | 360.000 |
| Luego de una primera noche alocada en la nueva casa, el grupo sale a explorar los alrededores. |    |                                           |                          |         |
| 66 | 16 | «Caca de cerdo»                           | 30 de septiembre de 2021 | 360.000 |
| El grupo regresa a la casa luego del dramático accidente de Gus. Aimee le cuenta a Nilsa sobre su preocupación por su novio Dillon y se refugia en el cariño de PGP. |    |                                           |                          |         |
| 67 | 17 | «El tango se baila con los pies»          | 7 de octubre de 2021     | 310.000 |
| En casa de la adiestradora, PGP y Ravioli compiten para ver cuál de los dos es más inteligente. Luego, una discusión comienza entre los verdaderos animales de la casa luego de que una apuesta amistosa se sale de control. |    |                                           |                          |         |
| 68 | 18 | «La CABRA de todos los cumpleaños»        | 14 de octubre de 2021    | 270.000 |
| Gus sufre las dolorosas consecuencias del incidente de chuparse el dedo del pie, mientras que las niñas dan inicio a una celebración del cumpleaños de Jeremiah que dura un día. |    |                                           |                          |         |
| 69 | 19 | «Más Parecidos De Lo Que Pensábamos»      | 21 de octubre de 2021    | 280.000 |
| Gus y Codi hacen un esfuerzo heroico para rescatar a sus compañeros en altamar. Aimee y Gus fortalecen su vínculo al compartir experiencias y Candace no sabe qué sentir respecto a sus compañeros. |    |                                           |                          |         |
| 70 | 20 | «Brazos cruzados, dedos cruzados»         | 28 de octubre de 2021    | 260.000 |
| Bethaney llega a la casa, y junto con ella, su buena onda y consejos. Los problemas entre Candace y Gus continúan por la visita inminente de Hannah. |    |                                           |                          |         |
| 71 | 21 | «Campamento Peach»                        | 4 de noviembre de 2021   | 290.000 |
| 72 | 22 | «Yardi Gras»                              | 11 de noviembre de 2021  | 360.000 |
| 73 | 23 | «Reunión familiar»                        | 18 de noviembre de 2021  | 310.000 |
| 74 | 24 | «Ducha Floribama»                         | 2 de diciembre de 2021   | 270.000 |
| 75 | 25 | «Nos vemos, Peach House»                  | 9 de diciembre de 2021   | 230.000 |